# Toyota Grand Prix of Long Beach de 2008
O Toyota Grand Prix of Long Beach de 2008 foi a terceira corrida da temporada de 2008 da Indy Racing League. Por causa de conflito de datas, apenas os carros da Champ Car participaram da prova, incluindo as equipes que não aderiram a nova categoria. A prova valereu pontos para os pilotos que participaram de outras provas do campeonato. O vencedor foi o australiano Will Power, da equipe KV Racing Technology.

## Pilotos e Equipes
| Nº | Piloto               | Equipe                      | Chassis | Motor    | Pneu |
| -- | -------------------- | --------------------------- | ------- | -------- | ---- |
| 3  | Paul Tracy           | Forsythe/Pettit Racing      | Panoz   | Cosworth | B    |
| 4  | Nelson Philippe      | Minardi Team USA/HVM Racing | Panoz   | Cosworth | B    |
| 5  | Oriol Servià         | KV Racing Technology        | Panoz   | Cosworth | B    |
| 7  | Franck Montagny (R)  | Forsythe/Pettit Racing      | Panoz   | Cosworth | B    |
| 8  | Will Power           | KV Racing Technology        | Panoz   | Cosworth | B    |
| 9  | Antonio Pizzonia (R) | Rocketsports Racing         | Panoz   | Cosworth | B    |
| 10 | Juho Annala (R)      | Rocketsports Racing         | Panoz   | Cosworth | B    |
| 12 | Jimmy Vasser         | KV Racing Technology        | Panoz   | Cosworth | B    |
| 14 | Roberto Moreno       | Minardi Team USA/HVM Racing | Panoz   | Cosworth | B    |
| 15 | Alex Tagliani        | Walker Racing               | Panoz   | Cosworth | B    |
| 18 | Bruno Junqueira      | Dale Coyne Racing           | Panoz   | Cosworth | B    |
| 19 | Mario Moraes (R)     | Dale Coyne Racing           | Panoz   | Cosworth | B    |
| 29 | Alex Figge           | Pacific Coast Motorsports   | Panoz   | Cosworth | B    |
| 33 | Ernesto Viso (R)     | HVM Racing                  | Panoz   | Cosworth | B    |
| 34 | Franck Perera (R)    | Conquest Racing             | Panoz   | Cosworth | B    |
| 36 | Enrique Bernoldi (R) | Conquest Racing             | Panoz   | Cosworth | B    |
| 37 | David Martinez (R)   | Forsythe/Pettit Racing      | Panoz   | Cosworth | B    |
| 96 | Mario Dominguez      | Pacific Coast Motorsports   | Panoz   | Cosworth | B    |
| 02 | Justin Wilson        | Newman/Haas/Lanigan Racing  | Panoz   | Cosworth | B    |
| 06 | Graham Rahal (R)     | Newman/Haas/Lanigan Racing  | Panoz   | Cosworth | B    |

- (R) - Rookie

## Resultados

### Treino classificatório
| Treino classificatório - 19 de abril | Treino classificatório - 19 de abril | Treino classificatório - 19 de abril | Treino classificatório - 19 de abril | Treino classificatório - 19 de abril |
| Pos.                                 | Nº                                   | Piloto                               | Equipe                               | Tempo                                |
| ------------------------------------ | ------------------------------------ | ------------------------------------ | ------------------------------------ | ------------------------------------ |
| 1                                    | 02                                   | Justin Wilson                        | Newman/Haas/Lanigan Racing           | 1:06.902                             |
| 2                                    | 15                                   | Alex Tagliani                        | Walker Racing                        | 1:07.084                             |
| 3                                    | 34                                   | Franck Perera (R)                    | Conquest Racing                      | 1:07.180                             |
| 4                                    | 8                                    | Will Power                           | KV Racing Technology                 | 1:07.205                             |
| 5                                    | 3                                    | Paul Tracy                           | Forsythe/Pettit Racing               | 1:07.352                             |
| 6                                    | 7                                    | Franck Montagny (R)                  | Forsythe/Pettit Racing               | 1:07.360                             |
| 7                                    | 4                                    | Nelson Philippe                      | Minardi Team USA/HVM Racing          | 1:07.415                             |
| 8                                    | 36                                   | Enrique Bernoldi (R)                 | Conquest Racing                      | 1:07.682                             |
| 9                                    | 06                                   | Graham Rahal                         | Newman/Haas/Lanigan Racing           | 1:07.703                             |
| 10                                   | 96                                   | Mario Dominguez                      | Pacific Coast Motorsports            | 1:07.745                             |
| 11                                   | 18                                   | Bruno Junqueira                      | Dale Coyne Racing                    | 1:07.786                             |
| 12                                   | 5                                    | Oriol Servià                         | KV Racing Technology                 | 1:07.858                             |
| 13                                   | 12                                   | Jimmy Vasser                         | KV Racing Technology                 | 1:07.859                             |
| 14                                   | 33                                   | Ernesto Viso (R)                     | HVM Racing                           | 1:07.927                             |
| 15                                   | 9                                    | Antonio Pizzonia (R)                 | Rocketsports Racing                  | 1:08.463                             |
| 16                                   | 29                                   | Alex Figge                           | Pacific Coast Motorsports            | 1:08.489                             |
| 17                                   | 14                                   | Roberto Moreno                       | Minardi Team USA/HVM Racing          | 1:08.549                             |
| 18                                   | 37                                   | David Martínez (R)                   | Forsythe/Pettit Racing               | 1:08.645                             |
| 19                                   | 19                                   | Mario Moraes (R)                     | Dale Coyne Racing                    | 1:09.279                             |
| 20                                   | 10                                   | Juho Annala (R)                      | Rocketsports Racing                  | 1:09.555                             |
| Relatório                            |                                      |                                      |                                      |                                      |

- (R) - Rookie

### Corrida
| Corrida - 20 de abril | Corrida - 20 de abril | Corrida - 20 de abril | Corrida - 20 de abril       | Corrida - 20 de abril | Corrida - 20 de abril | Corrida - 20 de abril | Corrida - 20 de abril | Corrida - 20 de abril |
| Pos                   | Nº                    | Piloto                | Equipe                      | Voltas                | Tempo                 | Largada               | Voltas na Liderança   | Pontos                |
| --------------------- | --------------------- | --------------------- | --------------------------- | --------------------- | --------------------- | --------------------- | --------------------- | --------------------- |
| 1                     | 8                     | Will Power            | KV Racing Technology        | 83                    | 1:45:25.415           | 4                     | 81                    | 53                    |
| 2                     | 7                     | Franck Montagny (R)   | Forsythe/Pettit Racing      | 83                    | +5.094                | 6                     | 0                     | 0                     |
| 3                     | 96                    | Mario Dominguez       | Pacific Coast Motorsports   | 83                    | +15.516               | 10                    | 0                     | 35                    |
| 4                     | 36                    | Enrique Bernoldi (R)  | Conquest Racing             | 83                    | +25.677               | 8                     | 0                     | 32                    |
| 5                     | 5                     | Oriol Servià          | KV Racing Technology        | 83                    | +26.276               | 12                    | 0                     | 30                    |
| 6                     | 34                    | Franck Perera (R)     | Conquest Racing             | 83                    | +28.067               | 3                     | 0                     | 28                    |
| 7                     | 15                    | Alex Tagliani         | Walker Racing               | 83                    | +36.518               | 2                     | 0                     | 26                    |
| 8                     | 37                    | David Martinez (R)    | Forsythe/Pettit Racing      | 83                    | +37.127               | 18                    | 0                     | 0                     |
| 9                     | 33                    | Ernesto Viso (R)      | HVM Racing                  | 83                    | +44.944               | 14                    | 1                     | 22                    |
| 10                    | 12                    | Jimmy Vasser          | KV Racing Technology        | 83                    | +48.635               | 13                    | 0                     | 0                     |
| 11                    | 3                     | Paul Tracy            | Forsythe/Pettit Racing      | 83                    | +55.956               | 5                     | 0                     | 19                    |
| 12                    | 18                    | Bruno Junqueira       | Dale Coyne Racing           | 83                    | +1:07.553             | 11                    | 0                     | 18                    |
| 13                    | 06                    | Graham Rahal          | Newman/Haas/Lanigan Racing  | 82                    | +1 volta              | 9                     | 0                     | 17                    |
| 14                    | 29                    | Alex Figge            | Pacific Coast Motorsports   | 82                    | +1 volta              | 16                    | 0                     | 0                     |
| 15                    | 4                     | Nelson Philippe       | Minardi Team USA/HVM Racing | 80                    | +3 voltas             | 7                     | 0                     | 0                     |
| 16                    | 9                     | Antonio Pizzonia (R)  | Rocketsports Racing         | 80                    | +3 voltas             | 15                    | 0                     | 0                     |
| 17                    | 14                    | Roberto Moreno        | Minardi Team USA/HVM Racing | 63                    | Mecânico              | 17                    | 1                     | 0                     |
| 18                    | 10                    | Juho Annala (R)       | Rocketsports Racing         | 42                    | Mecânico              | 20                    | 0                     | 0                     |
| 19                    | 02                    | Justin Wilson         | Newman/Haas/Lanigan Racing  | 12                    | Mecânico              | 1                     | 0                     | 12                    |
| 20                    | 19                    | Mario Moraes (R)      | Dale Coyne Racing           | 5                     | Acidente              | 19                    | 0                     | 12                    |
| Relatório             |                       |                       |                             |                       |                       |                       |                       |                       |

- (R) - Rookie